# Julien François Duval-Villebogard
Julien François Duval-Villebogard est un homme politique français né le 19 avril 1759 à Saint-Brieuc et mort le 1er août 1843 à Chantepie (Ille-et-Vilaine).

## Biographie
Il est fils de Maître Étienne Martin Duval de la Villebogard, avocat à la cour et de Rose Marie Aumont.
Commissaire près le tribunal civil et criminel d'Ille-et-Vilaine, il est élu député des Côtes-du-Nord au Conseil des Cinq-Cents le 24 germinal an VI. Favorable au coup d'État du 18 Brumaire, il est nommé juge au tribunal d'appel de Rennes.

## Sources
- « Julien François Duval-Villebogard », dans Adolphe Robert et Gaston Cougny, Dictionnaire des parlementaires français, Edgar Bourloton, 1889-1891 [détail de l’édition]